# Опоссум (пирог)
Пирог Опоссум (англ. possum pie) — американский пирог, распространённый в штате Арканзас и редко встречающийся за его пределами. Пирог готовится из нескольких слоев, наиболее распространенными из которых являются слои ванильного пудинга, сливочного сыра, шоколадного заварного крема и/или сметаны.
Существует множество различных комбинаций, в которых используются чередующиеся слои сливочного сыра и пудинга, покрытые взбитыми сливками. Часто в пироге встречаются четыре слоя: корж из песочного теста, начинка из подслащенного сливочного сыра, шоколадный пудинг и взбитые сливки. Песочное тесто с орехами пекан (или грецкими) отличается от теста для других «пирогов из холодильника», не требующих выпечки.
Пирог получил свое название, потому что «играет в опоссума», скрывая все слои ингредиентов под толстым слоем взбитых сливок.

## История
Первое упоминание о пироге «Опоссум» в «The Arkansas Gazette» датируется 1983 годом и представляет собой ресторанный обзор. Рецепты похожих пирогов под другими названиями был опубликованы в «The Indianapolis Star» и «The Los Angeles Times» годом ранее. Однако, сам рецепт пирога «Опоссум» не появлялся в печати до конца 2000-х годов.